# Hermann (Missouri)
Pour les articles homonymes, voir Hermann.
Hermann est une ville du Missouri, dans le comté de Gasconade, aux États-Unis.